# 尾崎早弥子
尾﨑 早弥子（おざき さやこ、1997年3月23日 - ）は、日本の女子バスケットボール選手である。ポジションはパワーフォワード。Wリーグの東京羽田ヴィッキーズ所属。

## 来歴
北海道出身。
札幌山の手高校から桐蔭横浜大学に進み全国大会出場。
2019年、東京羽田ヴィッキーズに加入。